# Canan Ergüder
Canan Ergüder (Estambul, 15 de julio de 1977) es una actriz turca. Inició su carrera en los medios turcos a mediados de la década de 2010.

## Carrera
Ergüder inició su carrera en la televisión turca en 2006, interpretando el papel de Serra en la serie Bıçak Sırtı. Un año después figuró en la serie Binbir Gece y en la película Shooting Johnson Roebling. En 2010 empezó a interpretar el papel de Savci Esra en la serie Behzat Ç. Bir Ankara Polisiyesi, personaje que repitió en la adaptación cinematográfica de 2011 basada en la serie, Behzat Ç. Seni Kalbime Gömdüm. Dos años después figuró en la serie cómica Galip Derviş e interpretó a una enfermera en la película The Water Diviner, compartiendo elenco con actores como Russell Crowe, Olga Kurylenko, Jai Courtney y Jacqueline McKenzie.
Güllerin Savaşı de 2014 fue su siguiente serie, con repercusión internacional. Permaneció en el elenco del seriado hasta 2016, año en que también figuró en los largometrajes Dar Elbise y Kaos. En 2017 interpretó el papel de Zeynep en un nuevo seriado, Yıldızlar Şahidim. Durante su carrera también ha interpretado diversidad de papeles en producciones teatrales.

## Filmografía

### Cine
| Participación en producciones cinematográficas | Participación en producciones cinematográficas | Participación en producciones cinematográficas | Participación en producciones cinematográficas |
| ---------------------------------------------- | ---------------------------------------------- | ---------------------------------------------- | ---------------------------------------------- |
| Año                                            | Título                                         | Papel                                          | Notas                                          |
| 2007                                           | Shooting Johnson Roebling                      | Nancy                                          | Rol secundario                                 |
| 2010                                           | Babam İçin                                     | Mina Bilic                                     | Rol secundario                                 |
| 2011                                           | Behzat Ç. Seni Kalbime Gömdüm                  | Savcı Esra                                     | Papel principal                                |
| 2014                                           | The Water Diviner (Son Umut)                   | Enfermera                                      | Rol secundario                                 |
| 2016                                           | Dar Elbise                                     | Venüs                                          | Papel principal                                |
| 2016                                           | Kaos                                           | Fadime                                         | Papel principal                                |

### Televisión
| Participación en series de televisión | Participación en series de televisión | Participación en series de televisión | Participación en series de televisión |
| ------------------------------------- | ------------------------------------- | ------------------------------------- | ------------------------------------- |
| Año                                   | Título                                | Papel                                 | Notas                                 |
| 2006-2007                             | Bıçak Sırtı                           | Serra                                 | Rol secundario                        |
| 2007                                  | Binbir Gece                           | Eda Akınay                            | Papel principal                       |
| 2010-2012                             | Behzat Ç. Bir Ankara Polisiyesi       | Savcı Esra                            | Rol secundario                        |
| 2012                                  | Atlılar                               |                                       | Doblaje                               |
| 2013                                  | Galip Derviş                          | Leyla Gürsoy                          | Rol secundario                        |
| 2014-2016                             | Güllerin Savaşı                       | Gülfem Sipahi                         | Papel principal                       |
| 2017                                  | Yıldızlar Şahidim                     | Zeynep                                | Papel principal                       |
| 2020                                  | Menajerimi Ara                        | Feris                                 | Elenco principal                      |

### Teatro
| Participación en obras teatrales | Participación en obras teatrales | Participación en obras teatrales | Participación en obras teatrales        |
| -------------------------------- | -------------------------------- | -------------------------------- | --------------------------------------- |
| Año                              | Título                           | Papel                            | Notas                                   |
| 2000                             | The Median Line                  | Kate                             | Grove Street Playhouse                  |
| 2001                             | The Median Line                  | Kate                             | Access Theatre                          |
| 2001                             | Anthony & Cleopatra              | Charmian                         | Expanded Arts                           |
| 2004                             | Graceland                        | Donnie' n' Marie                 | The Connelly Theater                    |
| 2004                             | Rattlesnake                      | Jessie                           | The Workshop Theater Co.                |
| 2007                             | The Patient Therapist            | Sydney                           | The Chernuchin Theater                  |
| 2009-2012                        | Bayrak                           | Kadın                            | Garaj İstanbul/ Muammer Karaca/ KREK    |
| 2010                             | Bomba                            | Garson Kız                       | Garaj İstanbul/ IKSV Salon              |
| 2010                             | Fırtına                          | Caliban/Ferdinand                | Uluslararası İstanbul Tiyatro Festivali |
| 2012-2015                        | Nehir                            | Diğer Kadın                      | Oyun Atölyesi                           |